# 乌苌国

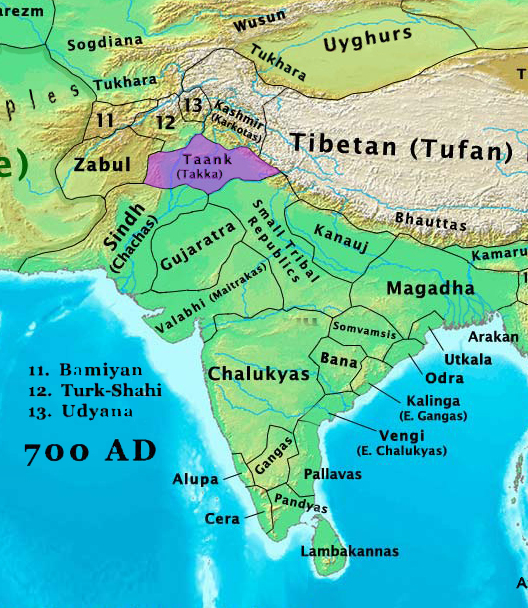
公元8世纪的南亚次大陆，图中标13者为乌仗那

乌苌国（梵文 Uddiyana, Udyāna），又譯為烏場國、烏仗那、鬱地引那、烏金國、烏迪亞納，古代印度國名，位於罽賓，在興都庫什山區斯瓦特河源頭地區，地理位置相当于今日巴基斯坦西北边境省斯瓦特县。

## 歷史沿革
最早见法显《佛国记》。《洛阳伽蓝记》作乌场国，《大唐西域记》作乌仗那国，《大唐西域求法高僧传》作乌长那，《往五天竺国传》作乌长国，国人自称“鬱地引那”，佛法盛行。乌苌国属北印度古国，在赊弥国之南，北连葱岭，南至天竺。气候和暖，盛产果林，引水灌田，产稻麦。北魏神龟元年宋云出使天竺，过乌苌国，曾晋见乌苌国王，并为国王讲述孔子、老子、庄子学说。乌场国曾于永平三年、四年神龟元年，正光二年朝贡北魏。
晉代高僧法顯、慧景、道整、慧達，唐代高僧玄奘、慧超、道琳、玄照曾到访此国。
《大唐西域記》記載烏仗那國是由釋迦族建立。这国家以巫术与密教著名。時輪金剛續稱佛陀在世在此传播密法。傳說藏密祖師蓮花生出身此國。

## 延伸阅读
[在维基数据编辑]
 《欽定古今圖書集成·方輿彙編·邊裔典·烏萇部》，出自陈梦雷《古今圖書集成》